# Václav Konzal
Václav Konzal (13. prosince 1931, Praha – 3. listopadu 2020) byl vědecký pracovník Slovanského ústavu AV ČR a překladatel mnoha liturgických textů. Jeho odbornou specializací byla paleoslovenistika se zvláštním zřetelem na kontinuitu staroslověnského a českocírkevněslovanského písemnictví.

## Životopis
Narozen 13. prosince 1931 v Praze jako čtvrtý ze šesti dětí. Jedním z jeho bratrů je tajně ordinovaný biskup Jan Konzal. Matka Anna Konzalová, rozená Holečková, byla příbuzná spisovatele Josefa Holečka. V letech 1941–1943 byl ministrantem na Svaté Hoře u Příbramě, kde byl připravován ve zpěvu a hře na trubku (ministranty byli předtím i bratři Pavel a Antonín, po něm bratr Jan). V letech 1945–1948 studoval na soukromém gymnáziu redemptoristů v Libějovicích u Vodňan (kvarta-sexta) a poté absolvoval u redemptoristů roční noviciát. V roce 1949 nastoupil na klasické gymnázium v Českých Budějovicích, kde studoval až do dne komunistické likvidace klášterů (13. dubna 1950), kdy byl odvezen do koncentračního kláštera v Králíkách a později do koncentračního kláštera mladých v Hájku u Prahy. V letech 1951–1952 byl nasazen na nucené práce na přehradě Klíčava a v letech 1952–1953 pracoval jako stavební dělník na stavbě školy v Řeporyjích. Gymnázium dokončil v roce 1953, úspěšně složil maturitu a přijímací zkoušky na Filozofickou fakultu Univerzity Karlovy v Praze. Z kádrových důvodů nebyl připuštěn na studium klasické filologie, orientalistiky ani češtiny, byl však přijat ke studiu ruštiny a gruzínštiny. Teologii vystudoval soukromě v rámci skryté církve. Během studia v letech 1953–1958 se specializoval na starší fáze jazyka (staroslověnština, stará ruština). Po úspěšném dokončení studia absolvoval základní vojenskou službu (1958–1960). V letech 1960–1970 byl střídavě dvakrát půl roku bez práce. Zaměstnán byl v dokumentaci Výzkumného ústavu mlýnského a pekárenského průmyslu a v dokumentaci v Geofyzikálním ústavu ČSAV. Od roku 1970 byl vědeckým pracovníkem v oboru slovanské jazykovědy (paleoslovenistika) Slovanského ústavu ČSAV. V roce 1975 se oženil s Jiřinou Velkoborskou, klavírní pedagožkou.

## Dílo

### Liturgické překlady
Takzvaná pražská liturgická překladatelská skupina, v níž kromě Václava Konzala byli ještě Miloslav Máša a Bonaventura Bouše, vytvořila po Druhém vatikánském koncilu mnoho dnes v římskokatolické církvi užívaných českých překladů liturgických textů (překlad mešního řádu, obřadů Svatého týdne, prefací, z rituálů (křest, svátost smíření, biřmování, pohřby, svatby, ordinační texty ke svěcení kněží a biskupů). Mimoto spolupracoval na překladech breviáře, konkrétně na lekcích modlitby se čtením. S Františkem Šmídem spolupracoval na tvorbě hymnáře (úprava textů) a na Mešních zpěvech.
Po převratu byl jmenován do překladatelské skupiny České liturgické komise při České biskupské konferenci, kde působil necelé dva roky. Na členství rezignoval 23. června 2004.
„Před 30–35 léty jsem na překladech s přáteli Miloslavem Mášou a Bonaventurou Boušem neskutečně dřel – a přesto to bylo plné radosti a naděje – po koncilu jsem cítil, jaké že to vanutí Ducha je, co je to radostná zvěst; když chodily přípisy podepsané Lercaro nebo Bugnini, s chtivostí jsem je pročítal. A dnes? Ducha evangelia nahradila litera apokryfu zvaného CIC, výzvy Druhého Vaticana nahrazují příkazy a zákazy nedostatečně vzdělaných, tím však arogantnějších kuriálních ouřadů. V radosti lze lecjaké obtíže překonat, v žalosti sotva, já už aspoň nemůžu.“ (Z dopisu Miloslavu Vlkovi, 23.6.2004)
„Jde o to, aby to, co má být pravdivé, nebylo hrou a tomu ta nová reforma hodně pomohla. Liturgie potřebuje kvasit. Neustále ji bude třeba zdokonalovat a přeměňovat.“ (z rozhovoru pro michelský farní list, 2001)

### Další činnost a ocenění
- Slovník jazyka staroslověnského I–IV spoluautor hesel a od III. svazku vědecký sekretář; slovník vycházel v letech 1966–1997, v současné době jsou zpracovávány dodatky a opravy
- Autor úvodu a poznámek ke knize Bonaventury Bouše Malá katolická liturgika : tradice, kritika, budoucnost (Praha, Vyšehrad, 2004, ISBN 80-7021-709-X)
- Čtyřicet homilií Řehoře Velikého na evangelia v českocírkevněslovanském překladu I–II Slovanský ústav AV ČR, Euroslavica, Praha 2005, 2006 (příprava kritického vydání)
- Studium problematiky svatováclavských legend, Modlitby k sv. Trojici a Modlitby proti ďáblovi.
- Člen redakční rady časopisu Teologie & Společnost
- V letech 1992–1994 člen redakčního kruhu a formální šéfredaktor revue Souvislosti (vzhledem k tomu, že výkonný zástupce Martin Putna byl pro církevní vrchnost jako šéfredaktor nepřijatelný).
- 9. května 2002 dostal cenu nakladatelství Vyšehrad za celoživotní práci a přínos pro toto nakladatelství.
- 2005–2011 byl členem Rady „Výzkumného centra vývoje staré a střední češtiny (od praslovanských kořenů po současný stav)“, projektu Ministerstva školství, mládeže a tělovýchovy, Ústavu pro jazyk český AV ČR (etymologické oddělení a oddělení vývoje jazyka) a Masarykovy univerzity v Brně (Ústav českého jazyka Filosofické fakulty).

### Překlady a studie
- Staroslověnské legendy českého původu. (Nejstarší kapitoly z dějin česko-ruských kulturních vztahů) Praha, Vyšehrad, 1976 (spoluautorství překladu a komentářů)
- Byzantské legendy. Výběr textů ze 4.–12. stol. Praha, Vyšehrad, 1980 (spoluautorství překladu a komentářů)
- Viktor Lazarev: Svět Andreje Rubleva, Praha, Vyšehrad, 1981 (překlad, doplňky, sestavení ikonografického slovníku spolu s Janou Hlaváčkovou)
- Novgorodské ikony, 12.–17. století, Praha, Odeon a Leningrad, Aurora, 1984 (spoluautor překladu a autor ikonografického rejstříku)
- Písemnictví ruského středověku. Od křtu Vladimíra Velikého po Dmitrije Donského. Výbor z textů 11.–14. stol. Praha, 1989, ISBN 80-7021-016-8 (spoluautorství překladu)
- Staroslověnská Modlitba proti ďáblovi, Europa Orientalis, 1992, s. 171–231.
- Dionýz Dugas, Jozef Terek: Svatá země, Prešov, DINO, 1992, ISBN 80-85575-01-9
- Knihy tajemství a moudrosti. Mimobiblické židovské spisy: pseudoepigrafy Praha, 1995, ISBN 80-7021-144-X (1.), ISBN 80-7021-244-6 (2.), ISBN 80-7021-300-0 (3.), ISBN 80-7021-257-8 (2. vyd., 1998), (spoluautor části překladu)
- Jacob Kremer: Budoucnost zemřelých – biblická naděje na osobní vzkříšení v proměnách času, Praha, Vyšehrad, 1995, ISBN 80-7021-142-3 (spoluautor překladu)
- Walbert Bühlmann: Jan XXIII. – zápas za budoucnost církve, Praha, Vyšehrad, 1997, ISBN 80-7021-218-7 (spoluautor překladu)
- Adolf Adam: Liturgický rok: historický vývoj a současná praxe, Praha, Vyšehrad, 1998, ISBN 80-7021-269-1 (překlad některých textů, české doplňky)
- František Václav Mareš: Cyrilometodějská tradice a slavistika, Praha, Torst, 2000, ISBN 80-7215-111-8 (překlad studie Hospodine, pomiluj ny)
- Gloria – Hymnos heóthinos v Sinajském žaltáři – staroslověnský příspěvek k dějinám liturgie., kapitola ve sborníku Cyrillomethodiana, CTF UP, Euroslavica, 2000, ISBN 80-85494-56-6
- Adolf Adam: Liturgika – křesťanská bohoslužba a její vývoj, Praha, Vyšehrad, 2001, ISBN 80-7021-420-1 (spoluautorství překladu a české doplňky)
- Staroslavjanskaja molitva protiv d’javola Moskva, Indrik, 2002, ISBN 5-85759-168-6
- Rupert Berger: Liturgický slovník, Praha, Vyšehrad 2008, ISBN 978-80-7021-965-2 (sestavení rejstříků hesel a doplnění českých liturgických reálií)